# 브리콜라주

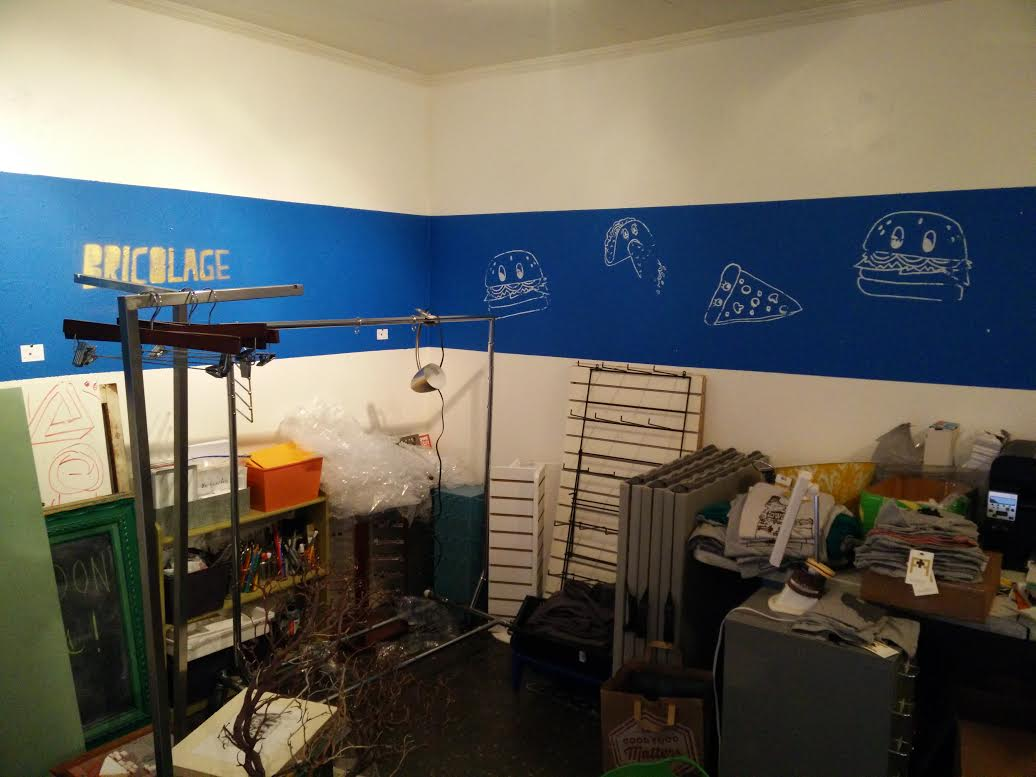

브리콜라주(Bricolage)는 손에 닿는 대로 아무것이나 이용하는 예술 기법을 말한다.

## 같이 보기
- 콜라주
- DIY
- 주가드
- 메이커 문화
- 혼합주의
- 파스티슈